# Pseudotypocerus rufiventris
Pseudotypocerus rufiventris là một loài bọ cánh cứng trong họ Cerambycidae.